# Aristozuch
Aristozuch (Aristosuchus pusillis) – drapieżny dinozaur z rodziny kompsognatów (Compsognathidae).
Żył w okresie wczesnej kredy (ok. 125 mln lat temu) na terenach współczesnej Europy. Długość ciała ok. 2 m, wysokość ok. 60 cm, masa ok. 30 kg. Jego szczątki znaleziono w Anglii (na wyspie Wight).